# Jaramillo de la Fuente
Jaramillo de la Fuente – gmina w Hiszpanii, w prowincji Burgos, w Kastylii i León, o powierzchni 21,56 km². W 2011 roku gmina liczyła 57 mieszkańców.